# Arteria brachiale profonda
L'arteria brachiale profonda, nota anche come arteria profonda del braccio o arteria profunda brachii (in latino), è un grande vaso che nasce dalla parte posteriore e laterale della arteria brachiale, appena al di sotto del margine inferiore del muscolo grande rotondo.

## Decorso
L'arteria segue da vicino il nervo radiale, decorrendo dapprima all'indietro tra le teste mediale e laterale del tricipite brachiale, poi lungo solco di torsione della diafisi omerale e nel solco per il nervo radiale (solco radiale), dove viene ricoperta dal capo laterale del tricipite brachiale, nella parte laterale del braccio.
Qui giunta l'arteria fora il setto intermuscolare laterale e, discendendo tra il muscolo brachioradiale ed il muscolo brachiale nella parte anteriore dell'epicondilo laterale dell'omero, finisce per anastomizzarsi con l'arteria radiale ricorrente.

## Rami ed anastomosi
L'arteria dà alcuni rami al muscolo deltoide (che, tuttavia, viene principalmente rifornito dalla arteria circonflessa omerale posteriore ) ed ai muscoli tra i quali giace. Occasionalmente fornisce un'arteria nutriente che penetra nell'omero dietro la tuberosità deltoidea.

Un sottile ramo arterioso risale tra i capi lunghi e laterale del tricipite brachiale per andare ad anastomizzarsi con l'arteria circonflessa omerale. Grazie a questa anastomosi l'arteria brachiale si collega alla rete anastomotica della spalla.

Un ulteriore ramo va a costituire l'arteria collaterale mediale, che discende nel mezzo del tricipite brachiale ed aiuta a formare la rete anastomotica che si sviluppa sopra l'olecrano.
Infine un ulteriore ramo va a costituire l'arteria collaterale radiale che decorre verso il basso e dietro il setto intermuscolare laterale fino alla faccia posteriore dell'epicondilo laterale dell'omero, dove va ad anastomizzarsi con l'arteria ricorrente interossea e l'arteria collaterale ulnare inferiore.

## Galleria d'immagini

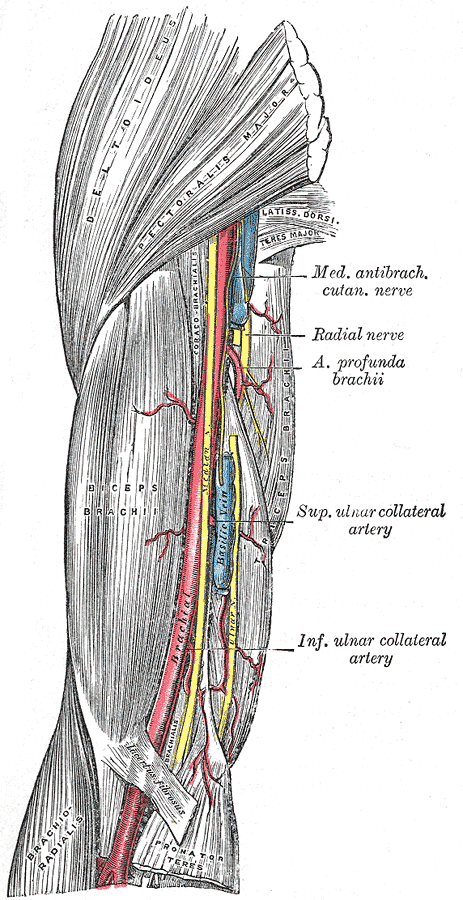
L'arteria brachiale.
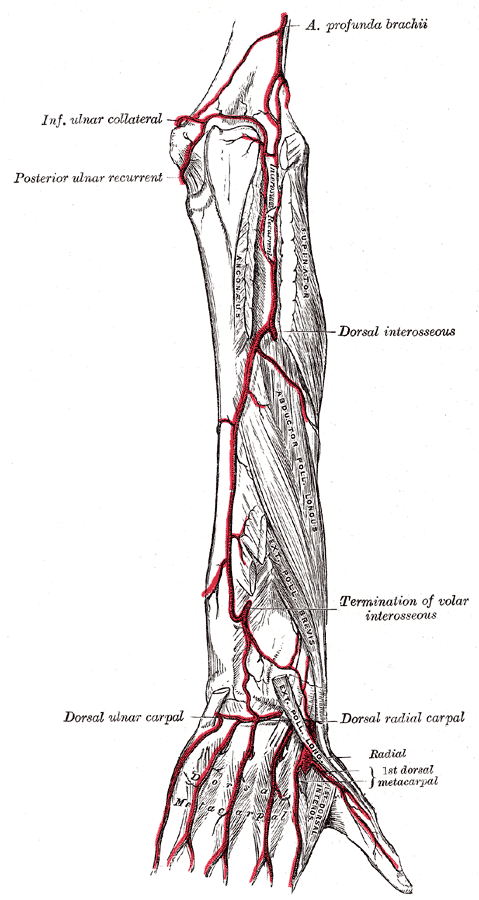
Arterie della faccia posteriore dell'avambraccio e della mano.
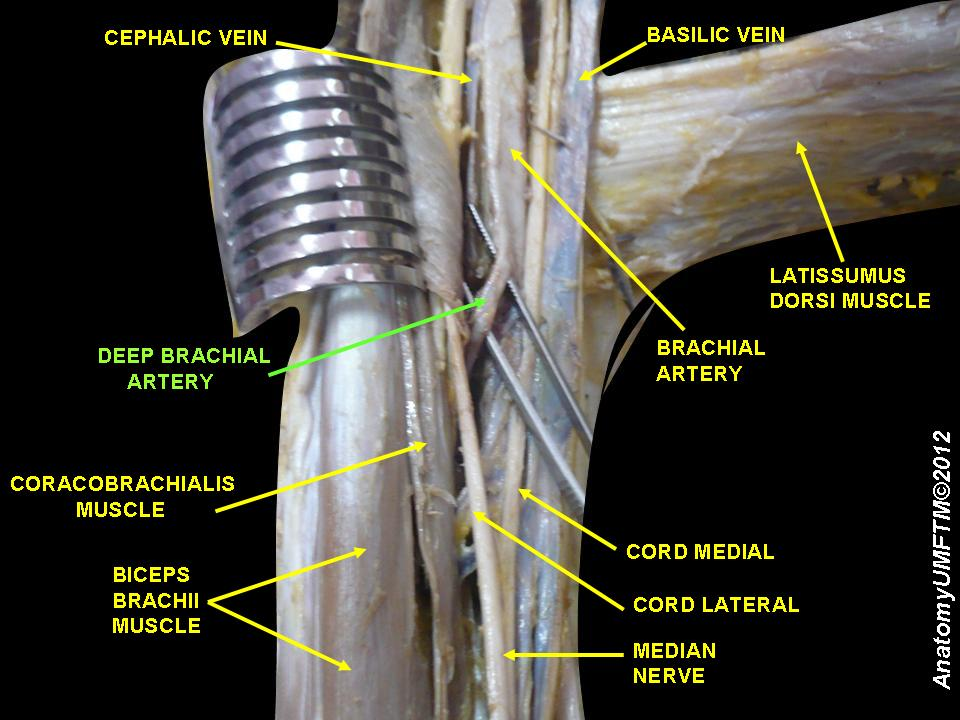
Arteria brachiale profonda.
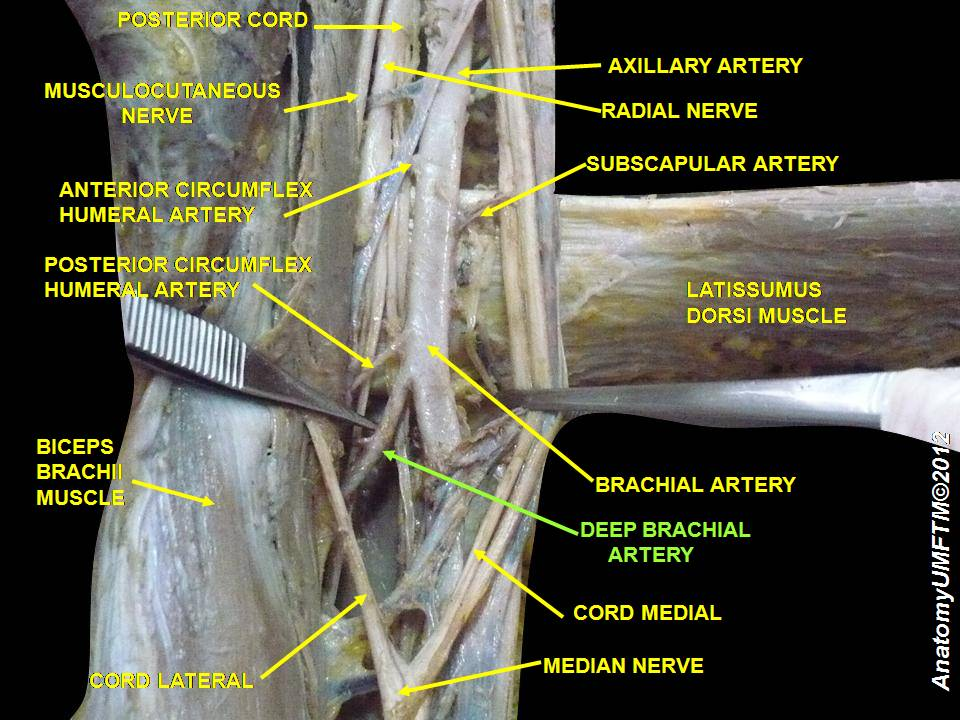
Arteria brachiale profonda.